# Psychonauts 2
Psychonauts 2 — компьютерная игра в жанре платформера, разработанная компанией Double Fine Productions и изданная Xbox Game Studios. Впервые игра была представлена на церемонии The Game Awards 2015. Выпуск игры состоялся в 2021 году для платформ Windows, PlayStation 4, Xbox One и Xbox Series X/S. Выход версий для macOS и Linux состоялся 24 мая 2022 года.

## Игровой процесс
Psychonauts 2 является игрой в жанре платформера, схожей по игровому процессу со своим предшественником. Игрок берет на себя роль Раза - десятилетнего мальчика с мощными экстрасенсорными способностями, который погружается в умы других личностей. Игрок использует «пси-силы» такие, как телекинез, пирокинез и левитацию в сочетании с наиболее распространёнными игровыми элементами платформеров для того, чтобы исследовать ментальные миры нескольких неигровых персонажей.

## Сюжет

### Сеттинг
Действие Psychonauts 2 происходит в вымышленном альтернативном мире, в котором экстрасенсорные силы существуют благодаря вымышленному элементу пситанию (англ. Psitanium) — веществу, принесённому на планету несколькими метеорами. «Психонавты» — международное шпионское агентство, которое занимается поиском тех, кто использует экстрасенсорные способности в гнусных целях.
В Psychonauts игровой персонаж Разпутин «Раз» Аквато (англ. Razputin "Raz" Aquato) — это молодой акробат, очарованный «Психонавтами», но которого избегает собственная семья, которая боится его экстрасенсорных способностей. Он убегает и проникает в летний лагерь «Шепчущая скала» (англ.  Whispering Rock), тренировочный центр для молодых новобранцев «Психонавтов». Находясь там он помогает помешать плану сумасшедшего доктора Лобото украсть мозги агентов «Психонавтов» Саши Найн, Миллы Воделло и тренера Олеандра, оказывая поддержку основателю «Психонавтов» Форду Круллеру и Лили Занотто, дочери великого главы «Психонавтов» Трумэна Занотто. Отец Раза, Аугустус, принимает цель Раза стать психонавтом, раскрывая свои собственные слабые экстрасенсорные способности. Psychonauts in the Rhombus of Ruin начинается сразу после завершения Psychonauts и рассказывает о том, как Раз присоединяется к Саше, Милле, тренеру и Лили для того, чтобы спасти Трумэна от похищения доктором Лобото.

### Персонажи
В дополнение к персонажам, возвращающимся из предыдущих игр, в Psychonauts 2 представлены другие члены-основатели «Психонавтов», которые вместе с Фордом Круллером известны как «Экстрасенсорная шестёрка» (англ. The Psychic Six): Отто Менталлис (англ. Otto Mentallis) — главный изобретатель, который помогает Найн и предоставляет новое экстасенсорное оборудование; Комптон Буль (англ. Compton Boole) — первопроходец в телепатии с животными; Боб Занотто (англ. Bob Zanotto) — дядя Трумэна Занотто, способный общаться с растениями. Хельмут Фулбер (англ. Helmut Fullbear) — актёр-экстрасенс, тело которого было потеряно, а его мозг более 20 лет находился в сосуде, из-за чего он потерял пять своих чувств; Кэсси О’Пиа (англ. Cassie O'Pia) — автор книги по саморазвитию «Мозгорой» (англ. Mindswarm), потерявшаяся в расстройстве множественной личности. Дополнительный персонал «Психонавтов» находится в их штаб-квартире, Motherlobe, и включает в себя: Холлис Форсайт (англ. Hollis Forsythe), вторую главу «Психонавтов», Ника Джонсмита (англ. Nick Johnsmith), единственного члена «Психонавтов», который не обладает экстрасенсорными способностями и работает в почтовом отделении, и группу стажёров, учащихся на агентов. Эти стажёры состоят из: Сэм Буль (англ. Sam Boole), внучки Комптона, которая может общаться с животными также, как и её семья; Адама Гетте, афро-британского хранителя исторической доски «Психонавтов», который использует йо-йо как оружие; Морриса Мартинеса (англ. Morris Martinez), радиолюбителя, передвигающегося на левитерующей инвалидной коляске; Гису (англ. Gisu), подопечного инженера Отто и левитирующего скейтбордиста; Нормы (англ. Norma), хитрой манипуляторши и талантливого пирокинетика; и Лиззи (англ. Lizzie), капризной сестры Нормы, обладающей замораживающими способностями.

### Сюжет
Игра начинается сразу после завершения сюжета игры Psychonauts in the Rhombus of Ruin, где Раз помог Саше Найн и Милле Воделло спасти главу психонавтов Трумэна Занотто — миссия начинается в конце Psychonauts. После спасения Занотто команда возвращается в штаб-квартиру психонавтов, где Раз обнаруживает, что организация не такая, как казалось. В отсутствие Занотто организация была изменена его заместителем Холлис Форсайт, и психологические исследования были направлены не на миротворческие усилия, а на более нестандартные исследования, включая некромантию.
Тим Шейфер, руководитель серии Psychonauts, сказал, что некоторые идеи, представленные в Psychonauts, такие как семья Раза, их история и проклятие, которое продолжает влиять на них будут дополнительно исследованы в продолжении. Раз также поймёт, что означает термин «подружка».

## Разработка и выпуск
Игровой директор Double Fine Тим Шейфер выражал желание создать продолжение Psychonauts, но финансовые потребности в разработке игры не давали подступиться к её созданию в течение нескольких лет. После мощных продаж первой игры в различных торговых точках наряду со стойким запросом со стороны её фанатов Double Fine стремилась приобрести часть капитала для финансирования разработки Psychonauts 2 посредством краудфандинга и инвестиций в размере 3,3 миллиона долларов через платформу Fig, запущенную одновременно с анонсом игры. К началу 2016 года кампания собрала почти 4 миллиона долларов.
Выход игры для Windows, PlayStation 4, Xbox One и Xbox Series X/S состоялся игры 25 августа 2021 года. Версии для macOS и Linux вышли 24 мая 2022 года.

## Восприятие
| Сводный рейтинг       | Сводный рейтинг                       |
| Агрегатор             | Оценка                                |
| --------------------- | ------------------------------------- |
| Metacritic            | (PC) 89/100 (XONE) 91/100 (XS) 87/100 |
| OpenCritic            | 88/100                                |
| Иноязычные издания    |                                       |
| Издание               | Оценка                                |
| Destructoid           | 8/10                                  |
| Game Informer         | 9/10                                  |
| GameSpot              | 9/10                                  |
| GamesRadar+           | 4,5/5                                 |
| IGN                   | 8/10                                  |
| PC Gamer (US)         | 89/100                                |
| VentureBeat           | [ 15 ]                                |
| VG247                 | [ 16 ]                                |
| Русскоязычные издания |                                       |
| Издание               | Оценка                                |
| 3DNews                | 8,0/10                                |
| GoHa.Ru               | 9/10                                  |
| Riot Pixels           | 80 %                                  |
| StopGame.ru           | «Изумительно»                         |
| «Игромания»           | [ 21 ]                                |
| «Игры Mail.ru»        | 8,0/10                                |

Игра была тепло встречена прессой, усреднённая оценка на OpenCritic составляет 88 баллов из 100. На агрегаторе оценок Metacritic версии для Xbox One, персональных компьютеров и Xbox Series X/S имеют 91, 89 и 87 баллов из 100, соответственно. Российское издание «Игромания» поставило игре 4 звезды из 5, а также, подводя итоги 2021 года, поставило её на 1-е место в главной номинации «Игра года» и на 2-е место в номинации «Нарратив года».

### Награды
| Год                                                              | Награда                       | Категория                             | Результат | Прим.                       |
| ---------------------------------------------------------------- | ----------------------------- | ------------------------------------- | --------- | --------------------------- |
| 2021                                                             | Golden Joystick Awards        | Лучший сюжет                          | Номинация | [ 25 ] [ 26 ] [ 27 ] [ 28 ] |
| 2021                                                             | Golden Joystick Awards        | Лучший визуальный дизайн              | Номинация | [ 25 ] [ 26 ] [ 27 ] [ 28 ] |
| 2021                                                             | Golden Joystick Awards        | Лучшая актёрская игра                 | Номинация | [ 25 ] [ 26 ] [ 27 ] [ 28 ] |
| 2021                                                             | Golden Joystick Awards        | Игра года Xbox                        | Победа    | [ 25 ] [ 26 ] [ 27 ] [ 28 ] |
| 2021                                                             | Golden Joystick Awards        | Игра года                             | Номинация | [ 25 ] [ 26 ] [ 27 ] [ 28 ] |
| 2021                                                             | The Game Awards               | Игра года                             | Номинация | [ 29 ] [ 30 ] [ 31 ] [ 32 ] |
| 2021                                                             | The Game Awards               | Лучшая постановка                     | Номинация | [ 29 ] [ 30 ] [ 31 ] [ 32 ] |
| 2021                                                             | The Game Awards               | Лучшее повествование                  | Номинация | [ 29 ] [ 30 ] [ 31 ] [ 32 ] |
| 2021                                                             | The Game Awards               | Лучший художественный стиль           | Номинация | [ 29 ] [ 30 ] [ 31 ] [ 32 ] |
| 2021                                                             | The Game Awards               | Лучшее экшен-приключение              | Номинация | [ 29 ] [ 30 ] [ 31 ] [ 32 ] |
| 2022                                                             | Game Developers Choice Awards | Лучший дизайн                         | Номинация | [ 33 ] [ 34 ] [ 35 ]        |
| 2022                                                             | Game Developers Choice Awards | Лучшее повествование                  | Победа    | [ 33 ] [ 34 ] [ 35 ]        |
| 2022                                                             | Game Developers Choice Awards | Лучший визуальный арт                 | Номинация | [ 33 ] [ 34 ] [ 35 ]        |
| 2022                                                             | D.I.C.E. Awards               | Приключение года                      | Номинация | [ 36 ] [ 37 ] [ 38 ]        |
| 2022                                                             | D.I.C.E. Awards               | Выдающееся достижение в повествовании | Номинация | [ 36 ] [ 37 ] [ 38 ]        |
| 2022                                                             | D.I.C.E. Awards               | Лучший оригинальный саундтрек         | Номинация | [ 36 ] [ 37 ] [ 38 ]        |
| 2022                                                             | New York Game Awards          | Игра года                             | Победа    | [ 39 ]                      |
| 2022                                                             | Edge                          | Лучший визуальный дизайн              | Победа    | [ 40 ]                      |
| 2022                                                             | GLAAD Media Awards            | Выдающаяся видеоигра                  | Номинация | [ 41 ]                      |
| 2022                                                             | British Academy Games Awards  | Лучшая анимация                       | Номинация | [ 42 ]                      |
| 2022                                                             | British Academy Games Awards  | Приз за художественные достижения     | Номинация | [ 42 ]                      |
| 2022                                                             | British Academy Games Awards  | Приз «Игра за гранью развлечения»     | Номинация | [ 42 ]                      |
| 2022                                                             | British Academy Games Awards  | Лучшая музыка                         | Номинация | [ 42 ]                      |
| 2022                                                             | British Academy Games Awards  | Лучшее повествование                  | Номинация | [ 42 ]                      |
| 2022                                                             | British Academy Games Awards  | Техническое достижение                | Номинация | [ 42 ]                      |
| Лучшая роль второго плана (Кимберли Брукс в роли Холлис Форсайт) | British Academy Games Awards  | Победа                                |           | [ 42 ]                      |